# Richia obelisca
Richia obelisca là một loài bướm đêm trong họ Noctuidae.